# Adame Faïz
Adame Faïz (* 10. Juni 2005 in Tours) ist ein französisch-algerischer Fußballspieler, der für die zweite Mannschaft des OSC Lille spielt.

## Karriere
Faïz begann seine fußballerische Ausbildung bei Étoile Sportive Oésienne, einem Verein aus Notre-Dame-d’Oé, nördlich von Tours, ehe er 2014 zum SC Tours-Nord wechselte. Nur ein Jahr später unterschrieb er in der Jugend von Étoile Bleue de Saint-Cyr-sur-Loire, welcher ebenfalls aus der Nähe von Tours stammt. Im Sommer 2020 schaffte er den Sprung in die Jugendakademie des OSC Lille. In der Saison 2021/22 spielte er bereits einmal in der National 3 für die Reservemannschaft und auch für die U19-Mannschaft unter anderem in der UEFA Youth League. In der Spielzeit 2022/23 war er Stammspieler in der U19 und bestritt dort alle 26 Saisonspiele, wobei er neunmal traf. Auch in dem einen Spiel der Coupe Gambardella traf er, als man im Elfmeterschießen in der ersten Runde ausschied. Nach weiteren Einsätzen im U19- und Zweitteam, debütierte er nach Einwechslung in der Conference League bei einem 2:0-Sieg über den NK Olimpija Ljubljana für die Profis.